# Чернянка (Курська область)
Чернянка (рос. Чернянка) — село в Черемисиновському районі Курської області Російської Федерації.
Населення становить 36 осіб. Входить до складу муніципального утворення Краснополянська сільрада.

## Історія
Населений пункт розташований на території українського етнічного та культурного краю Східна Слобожанщина.
Від 2004 року входить до складу муніципального утворення Краснополянська сільрада.

## Населення
| 2002 | 2010 |
| ---- | ---- |
| 55   | ↘36  |